# Тяньгун (орбитальная станция)

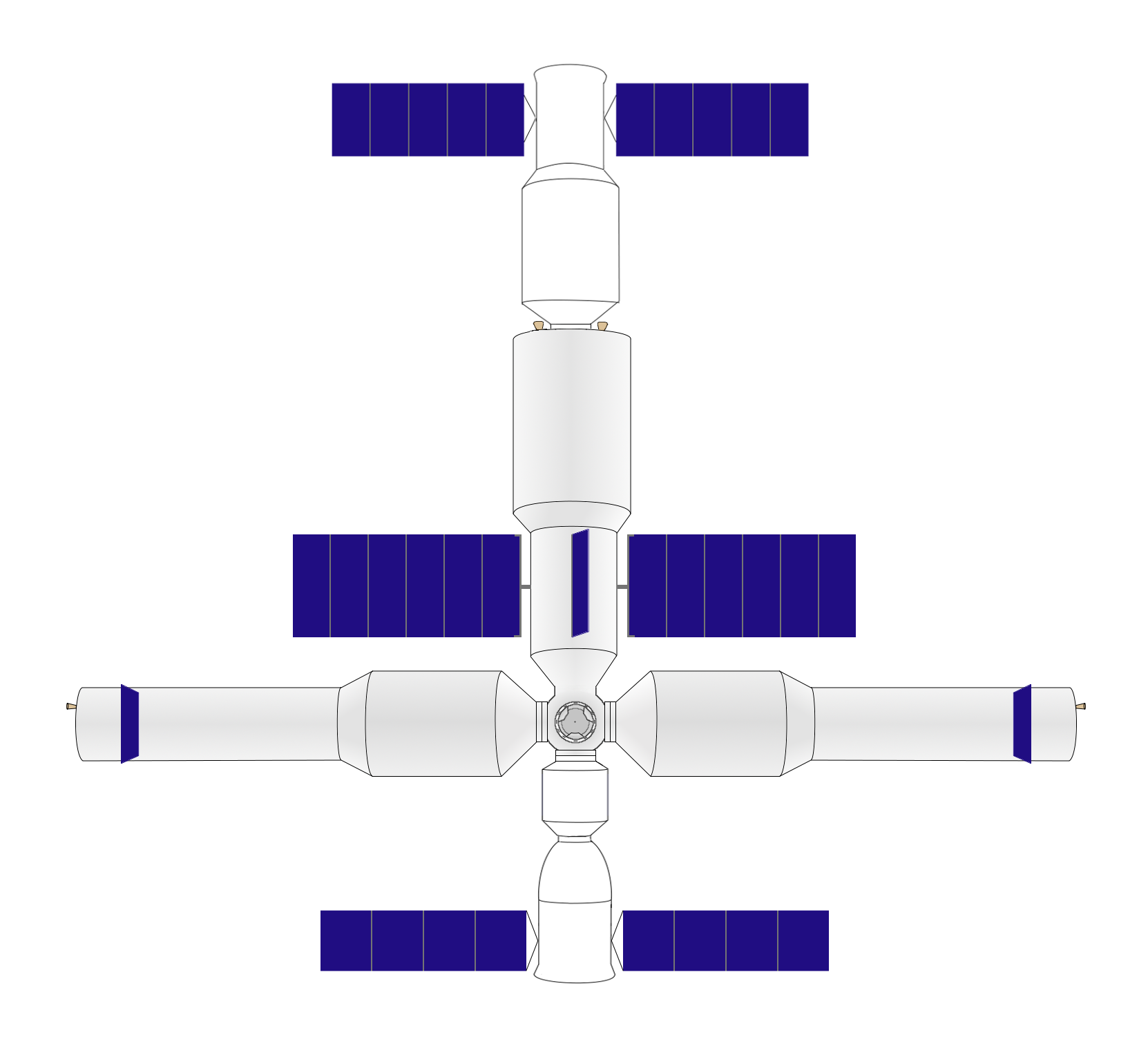
Эскиз станции (в центре модуль «Тяньхэ») с пристыкованными пилотируемым кораблём «Шэньчжоу» (внизу), двумя модулями «Вэньтянь» и «Мэнтянь» (слева и справа) и грузовым кораблём «Тяньчжоу» (вверху)

«Тяньгу́н» (кит. 天宫, Небесный дворец) — пилотируемая многомодульная орбитальная станция КНР, летающая по низкой околоземной орбите на высоте от 340 до 450 км над поверхностью Земли. Строительство Китайской космической станции было завершено 31 декабря 2022 года, о чём тогда торжественно объявил председатель КНР Си Цзиньпин, с того дня начался этап эксплуатации и развития Китайской космической станции.
Базовый модуль станции, «Тяньхэ», был запущен 29 апреля 2021 года, модуль «Вэньтянь» — 24 июля 2022 года, третий модуль — «Мэнтянь» — 31 октября 2022 года. Запуск четвёртого, летящего рядом телескопа «Сюньтянь», запланирован на 2026 год.
«Тяньгун» стала третьей в мире многомодульной пилотируемой орбитальной станцией, после станций «Мир» и МКС, но меньшей по размерам. В составе из трёх модулей она имеет массу более 60 т, а со временем может быть расширена до 100 и более тонн.
Это третий китайский посещаемый орбитальный объект, запущенный по программе «Тяньгун». Первыми двумя были космические лаборатории (кит. 空间实验室) «Тяньгун-1» и «Тяньгун-2», предназначенные для отработки процессов стыковки, дозаправки и экспериментов, связанных с длительным пребыванием экипажей на орбите. Такая же экспериментальная «Тяньгун-3» была отменена ещё при проектировании в пользу эксплуатационной стадии, подчёркнутой удалением номера из названия.

## История создания
Концепция построения китайской пилотируемой космической станции была одобрена в 2010 году.
В 2013 году для этой программы, по результатам массовых опросов и работы экспертов, было выбрано название «Тяньгун» («небесный чертог», кит.  天宫). Для создаваемой космической станции принято решение использовать название «космическая станция „Тяньгун“» (кит. 天宫空间站).
Начало строительства станции с течением времени переносилось: в 2016 году — на 2018 год, в 2017 году — на 2019. Перенос был связан, в том числе, с неудачным запуском в 2017 году ракеты-носителя «Чанчжэн-5». В апреле 2018 года первый модуль станции планировалось вывести на орбиту Земли в 2020 году.
29 апреля 2021 года с космодрома Вэньчан в южной провинции Хайнань при помощи тяжёлой ракеты-носителя «Чанчжэн-5Б» (Long March-5B, CZ-5B) был запущен и успешно вышел на заданную орбиту базовый модуль «Тяньхэ». 24 июля 2022 года к нему был пристыкован научный модуль «Вэньтянь», а 1 ноября 2022 года — второй научный модуль, «Мэнтянь».
Первый беспилотный грузовой космический корабль, «Тяньчжоу-2», впервые состыковался со станцией 30 мая 2021 года.
С 17 июня по 16 сентября 2021 года на станции работал экипаж корабля «Шэньчжоу-12», с 15 октября 2021 года по 16 апреля 2022 года — экипаж «Шэньчжоу-13», с 5 июня по 4 декабря 2022 года — «Шэньчжоу-14». С 29 ноября 2022 года на станции работал экипаж «Шэньчжоу-15», совершивший первую «пересменку на орбите» в истории Китая. С 30 мая 2023 года его сменил экипаж «Шэньчжоу-16».
В декабре 2022 года Ван Сян, глава программы Тяньгун в CAST, заявил, что следующая фаза строительства станции может начаться с добавления к ней блока, созданного на основе «Тяньхэ» — для расширения доступного тайконавтам объёма, повышения их комфорта и увеличения научных и стыковочных возможностей станции. Однако эти планы ещё не утверждены.
31 декабря 2022 года в новогоднем обращении председатель КНР Си Цзиньпин заявил: «Полностью завершено строительство Китайской космической станции» (кит. упр. 中国空间站全面建成), с этого дня начался этап эксплуатации и развития Китайской космической станции.

## Состав станции
В отличие от одномодульных посещаемых орбитальных аппаратов «Тяньгун-1» и «Тяньгун-2», китайская космическая станция состоит из нескольких модулей. Первый, базовый модуль станции имеет название «Тяньхэ». К нему пристыкованы научные модули «Вэньтянь» и «Мэнтянь», в форме буквы Т. Базовый модуль имеет 5 стыковочных узлов, поэтому в будущем данная конфигурация может быть расширена дополнительными модулями.
К этой конструкции стыкуются транспортные пилотируемые корабли «Шэньчжоу» и грузовые корабли «Тяньчжоу» массой 13 т, с полезной нагрузкой до 6,5 т, созданные на основе целевого модуля «Тяньгун-1».
Модуль с телескопом «Сюньтянь» (кит. 巡天, буквально: «Патрулирующий небо») решили сделать автономным, однако орбита у него будет общая со станцией. Он должен будет периодически причаливать к осевому стыковочному узлу стыковочного отсека станции для обслуживания и замены научных приборов.

### Общие данные
- Масса — около 66 т (3 модуля по 22 т каждый);
- Длина основного модуля (без транспортных кораблей) — 18,1 метра;
- Ширина (по концам лабораторных модулей) — 40 метров;
- Максимальный диаметр корпуса каждого из модулей — 4,2 метра;

Первоначальный срок службы 10 лет, с возможностью продления до 15 лет. Без учёта кораблей, после завершения первого этапа строительства станция весит около 66 т, по массе и размерам уступая примерно в 2 раза советской орбитальной станции «Мир» (124 т) и в 7 раз — МКС (417 т). По словам Чжоу Цзяньпина, она будет весить 100 т и вмещать трёх космонавтов (хотя уже после пристыковки модуля «Вэньтянь» рассчитана и на экипаж из 6 человек), и при необходимости может быть расширена.
На станции работает система полного восстановления воды, поддерживая её замкнутый цикл и позволяющая значительно сократить расходы на обслуживание станции.

## Устройство станции
В основу устройства станции заложен модульный принцип.
|  |  |                   |                   |                   |                   | Вэньтянь (манипулятор) | Вэньтянь (манипулятор) | Вэньтянь (манипулятор) | Вэньтянь (манипулятор) | Вэньтянь (манипулятор) | Вэньтянь (манипулятор) |                      |                      |                   |                   |                   |                   |  |  | Chinarm (манипулятор) | Chinarm (манипулятор) | Chinarm (манипулятор) | Chinarm (манипулятор) | Chinarm (манипулятор) | Chinarm (манипулятор) |  |  |                   |                   |                   |                   |                     |                     |                     |                     |                     |                     |                   |                   |                   |                   |                   |                   |  |  |  |  |  |  |  |  |  |  |  |  |  |  |  |  |  |  |  |  |  |  |  |  |
|  |  |                   |                   |                   |                   | Вэньтянь (манипулятор) | Вэньтянь (манипулятор) | Вэньтянь (манипулятор) | Вэньтянь (манипулятор) | Вэньтянь (манипулятор) | Вэньтянь (манипулятор) |                      |                      |                   |                   |                   |                   |  |  | Chinarm (манипулятор) | Chinarm (манипулятор) | Chinarm (манипулятор) | Chinarm (манипулятор) | Chinarm (манипулятор) | Chinarm (манипулятор) |  |  |                   |                   |                   |                   |                     |                     |                     |                     |                     |                     |                   |                   |                   |                   |                   |                   |  |  |  |  |  |  |  |  |  |  |  |  |  |  |  |  |  |  |  |  |  |  |  |  |
|  |  |                   |                   |                   |                   |                        |                        |                        |                        |                        |                        |                      |                      |                   |                   |                   |                   |  |  |                       |                       |                       |                       |                       |                       |  |  |                   |                   |                   |                   |                     |                     |                     |                     |                     |                     |                   |                   |                   |                   |                   |                   |  |  |  |  |  |  |  |  |  |  |  |  |  |  |  |  |  |  |  |  |  |  |  |  |
|  |  | Солнечная батарея | Солнечная батарея | Солнечная батарея | Солнечная батарея | Солнечная батарея      | Солнечная батарея      |                        |                        |                        |                        | Солнечная батарея    | Солнечная батарея    | Солнечная батарея | Солнечная батарея | Солнечная батарея | Солнечная батарея |  |  | Стыковочный узел      | Стыковочный узел      | Стыковочный узел      | Стыковочный узел      | Стыковочный узел      | Стыковочный узел      |  |  | Солнечная батарея | Солнечная батарея | Солнечная батарея | Солнечная батарея | Солнечная батарея   | Солнечная батарея   |                     |                     |                     |                     | Солнечная батарея | Солнечная батарея | Солнечная батарея | Солнечная батарея | Солнечная батарея | Солнечная батарея |  |  |  |  |  |  |  |  |  |  |  |  |  |  |  |  |  |  |  |  |  |  |  |  |
|  |  | Солнечная батарея | Солнечная батарея | Солнечная батарея | Солнечная батарея | Солнечная батарея      | Солнечная батарея      |                        |                        |                        |                        | Солнечная батарея    | Солнечная батарея    | Солнечная батарея | Солнечная батарея | Солнечная батарея | Солнечная батарея |  |  | Стыковочный узел      | Стыковочный узел      | Стыковочный узел      | Стыковочный узел      | Стыковочный узел      | Стыковочный узел      |  |  | Солнечная батарея | Солнечная батарея | Солнечная батарея | Солнечная батарея | Солнечная батарея   | Солнечная батарея   |                     |                     |                     |                     | Солнечная батарея | Солнечная батарея | Солнечная батарея | Солнечная батарея | Солнечная батарея | Солнечная батарея |  |  |  |  |  |  |  |  |  |  |  |  |  |  |  |  |  |  |  |  |  |  |  |  |
|  |  |                   |                   |                   |                   |                        |                        |                        |                        |                        |                        |                      |                      |                   |                   |                   |                   |  |  |                       |                       |                       |                       |                       |                       |  |  |                   |                   |                   |                   |                     |                     |                     |                     |                     |                     |                   |                   |                   |                   |                   |                   |  |  |  |  |  |  |  |  |  |  |  |  |  |  |  |  |  |  |  |  |  |  |  |  |
|  |  |                   |                   |                   |                   |                        |                        |                        |                        |                        |                        |                      |                      |                   |                   |                   |                   |  |  |                       |                       |                       |                       |                       |                       |  |  |                   |                   |                   |                   |                     |                     |                     |                     |                     |                     |                   |                   |                   |                   |                   |                   |  |  |  |  |  |  |  |  |  |  |  |  |  |  |  |  |  |  |  |  |  |  |  |  |
|  |  |                   |                   |                   |                   |                        |                        | Вэньтянь лаборатория   | Вэньтянь лаборатория   | Вэньтянь лаборатория   | Вэньтянь лаборатория   | Вэньтянь лаборатория | Вэньтянь лаборатория |                   |                   |                   |                   |  |  | Тяньхэ базовый модуль | Тяньхэ базовый модуль | Тяньхэ базовый модуль | Тяньхэ базовый модуль | Тяньхэ базовый модуль | Тяньхэ базовый модуль |  |  |                   |                   |                   |                   | Мэнтянь лаборатория | Мэнтянь лаборатория | Мэнтянь лаборатория | Мэнтянь лаборатория | Мэнтянь лаборатория | Мэнтянь лаборатория |                   |                   |                   |                   |                   |                   |  |  |  |  |  |  |  |  |  |  |  |  |  |  |  |  |  |  |  |  |  |  |  |  |
|  |  |                   |                   |                   |                   |                        |                        |                        | Вэньтянь лаборатория   | Вэньтянь лаборатория   | Вэньтянь лаборатория   | Вэньтянь лаборатория | Вэньтянь лаборатория |                   |                   |                   |                   |  |  | Тяньхэ базовый модуль | Тяньхэ базовый модуль | Тяньхэ базовый модуль | Тяньхэ базовый модуль | Тяньхэ базовый модуль | Тяньхэ базовый модуль |  |  |                   |                   |                   |                   | Мэнтянь лаборатория | Мэнтянь лаборатория | Мэнтянь лаборатория | Мэнтянь лаборатория | Мэнтянь лаборатория | Мэнтянь лаборатория |                   |                   |                   |                   |                   |                   |  |  |  |  |  |  |  |  |  |  |  |  |  |  |  |  |  |  |  |  |  |  |  |  |
|  |  |                   |                   |                   |                   |                        |                        |                        |                        |                        |                        |                      |                      |                   |                   |                   |                   |  |  |                       |                       |                       |                       |                       |                       |  |  |                   |                   |                   |                   |                     |                     |                     |                     |                     |                     |                   |                   |                   |                   |                   |                   |  |  |  |  |  |  |  |  |  |  |  |  |  |  |  |  |  |  |  |  |  |  |  |  |
|  |  |                   |                   |                   |                   |                        |                        |                        |                        |                        |                        |                      |                      |                   |                   |                   |                   |  |  |                       |                       |                       |                       |                       |                       |  |  |                   |                   |                   |                   |                     |                     |                     |                     |                     |                     |                   |                   |                   |                   |                   |                   |  |  |  |  |  |  |  |  |  |  |  |  |  |  |  |  |  |  |  |  |  |  |  |  |
|  |  | Солнечная батарея | Солнечная батарея | Солнечная батарея | Солнечная батарея | Солнечная батарея      | Солнечная батарея      |                        |                        |                        |                        | Люк ВКД              | Люк ВКД              | Люк ВКД           | Люк ВКД           | Люк ВКД           | Люк ВКД           |  |  | Стыковочный узел      | Стыковочный узел      | Стыковочный узел      | Стыковочный узел      | Стыковочный узел      | Стыковочный узел      |  |  | Стыковочный узел  | Стыковочный узел  | Стыковочный узел  | Стыковочный узел  | Стыковочный узел    | Стыковочный узел    |                     |                     |                     |                     | Солнечная батарея | Солнечная батарея | Солнечная батарея | Солнечная батарея | Солнечная батарея | Солнечная батарея |  |  |  |  |  |  |  |  |  |  |  |  |  |  |  |  |  |  |  |  |  |  |  |  |
|  |  | Солнечная батарея | Солнечная батарея | Солнечная батарея | Солнечная батарея | Солнечная батарея      | Солнечная батарея      |                        |                        |                        |                        | Люк ВКД              | Люк ВКД              | Люк ВКД           | Люк ВКД           | Люк ВКД           | Люк ВКД           |  |  | Стыковочный узел      | Стыковочный узел      | Стыковочный узел      | Стыковочный узел      | Стыковочный узел      | Стыковочный узел      |  |  | Стыковочный узел  | Стыковочный узел  | Стыковочный узел  | Стыковочный узел  | Стыковочный узел    | Стыковочный узел    |                     |                     |                     |                     | Солнечная батарея | Солнечная батарея | Солнечная батарея | Солнечная батарея | Солнечная батарея | Солнечная батарея |  |  |  |  |  |  |  |  |  |  |  |  |  |  |  |  |  |  |  |  |  |  |  |  |
|  |  |                   |                   |                   |                   |                        |                        |                        |                        |                        |                        |                      |                      |                   |                   |                   |                   |  |  |                       |                       |                       |                       |                       |                       |  |  |                   |                   |                   |                   |                     |                     |                     |                     |                     |                     |                   |                   |                   |                   |                   |                   |  |  |  |  |  |  |  |  |  |  |  |  |  |  |  |  |  |  |  |  |  |  |  |  |
|  |  |                   |                   |                   |                   | Люк ВКД                | Люк ВКД                | Люк ВКД                | Люк ВКД                | Люк ВКД                | Люк ВКД                |                      |                      |                   |                   |                   |                   |  |  |                       |                       |                       |                       |                       |                       |  |  |                   |                   |                   |                   | Грузовой шлюз       | Грузовой шлюз       | Грузовой шлюз       | Грузовой шлюз       | Грузовой шлюз       | Грузовой шлюз       |                   |                   |                   |                   |                   |                   |  |  |  |  |  |  |  |  |  |  |  |  |  |  |  |  |  |  |  |  |  |  |  |  |

### Стыковочные узлы и шлюзы
Служебный отсек базового модуля станции имеет 5 андгрогинно-периферийных стыковочных узлов: 1 кормовой и 4 на переднем стыковочном отсеке — передний, надирный, левый и правый. На правый и левый пристыкованы модули «Вэньтянь» и «Мэнтянь» (изначально оба этих модуля пристыковывались к переднему СУ, а затем были перестыкованы манипулятором «Ляппа» на боковые). Остальные три СУ используются в качестве портов для пилотируемых и грузовых кораблей.
Китайская система стыковки основана на российском стандарте АПАС и имеет такой же внутренний диаметр 80 см. Её разработкой занимается Восьмая академия аэрокосмической науки и техники. Система рассчитана на пристыковку массы до 180 т.
На станции есть два люка для выходов в открытый космос: на модуле «Вэньтянь», диаметром 1 метр, и на модуле «Тяньхэ», диаметром 85 см. На модуле «Мэнтянь» имеется шлюз для экспонирования материалов на внешней поверхности станции.

### Роботизированные манипуляторы станции
Станция оснащена пятью роботами-манипуляторами. Chinarm самый длинный из них. Он является 10-метровым роботизированным манипулятором SSRMS (Space Station Remote Manipulator, — «дистанционный манипулятор космической станции») и аналогичен канадскому манипулятору Канадарм2 на МКС. Chinarm установлен на базовом модуле Тяньхэ. Задачи, которые может выполнять роботизированная рука, включают:
1) Поддержка выхода космонавтов в открытый космос
2) Транспозиция кабины
3) Обработка грузов за бортом
4) Проверка состояния за бортом
5) Обслуживание крупногабаритного оборудования вне кабины
Модуль Вэньтянь оснащен роботом-манипулятором SSRMS меньшего размера, длиной 5 метров, который в 5 раз более точен в позиционировании. Манипулятор Вэньтянь в основном используется для переноса внекорабельных экспериментов и другого оборудования за пределы станции во время выхода космонавтов в открытый космос. На манипуляторе Chinarm установлен разъем для двух рук, что обеспечивает возможность соединения с роботом-манипулятором Вэньтянь, расширяя его пределы досягаемости и грузоподъемности.
Модуль Мэнтянь несёт механизм сброса полезной нагрузки, установленный для помощи в перемещении груза. Манипулятор может извлекать эксперименты из грузового шлюза, а затем устанавливать их на внешние адаптеры, установленные снаружи модуля. Его также можно использовать для запуска микроспутников.
Два робота-манипулятора Indexing установлены поверх стыковочных портов для двух лабораторных модулей, чтобы помочь перемещать их во время строительства.

## Хронология запусков к станции
В настоящий момент совершено 19 запусков к космической станции, включая модули станции. 9 полётов выполнены при ручном пилотировании, 10 беспилотных.

## Экспедиции на станцию
В скобках указан номер полёта тайконавта в его карьере. Курсивом выделены женщины-тайконавты.
| № п/п | Космический корабль | Экипаж | Запуск                | Стыковка              | Расстыковка           | Посадка                | Длительность на станции | Общая длительность  |
| ----- | ------------------- | --- | --------------------- | --------------------- | --------------------- | ---------------------- | ----------------------- | ------------------- |
| 1     | «Шэньчжоу-12»       | Не Хайшэн (3) — командир Лю Бомин (2) — пилот-оператор Тан Хунбо (1) — лаборант-исследователь             | 17.06.2021, 01:22 UTC | 17.06.2021, 07:54 UTC | 16.09.2021, 00:56 UTC | 17.09.2021, 05:34 UTC  | 90 сут 17 ч 2 мин       | 92 сут 4 ч 11 мин   |
| 2     | «Шэньчжоу-13»       | Чжай Чжига́н (2) — командир Ван Япин (2) — пилот-оператор Е Гуанфу (1) — лаборант-исследователь            | 15.10.2021, 16:23 UTC | 15.10.2021, 22:56 UTC | 15.04.2022, 16:44 UTC | 16.04.2022, 01:56 UTC  | 181 сут 17 ч 48 мин     | 182 сут 9 ч 32 мин  |
| 3     | «Шэньчжоу-14»       | Чэнь Дун (2) — командир Лю Ян (2) — пилот-оператор Цай Сюйчжэ (1) — лаборант-исследователь                | 05.06.2022, 02:44 UTC | 05.06.2022, 09:42 UTC | 04.12.2022, 03:01 UTC | 04.12.2022, 12:09 UTC  | 181 сут 17 ч 19 мин     | 182 сут 9 ч 25 мин  |
| 4     | «Шэньчжоу-15»       | Фэй Цзюньлун (2) — командир Дэн Цинмин (1) — пилот-оператор Чжан Лу (1)— лаборант-исследователь           | 29.11.2022, 15:08 UTC | 29.11.2022, 21:42 UTC | 03.06.2023, 13:29 UTC | 03.06.2023 22:33 UTC   | 185 сут 15 ч 47 мин     | 186 сут 7 ч 25 мин  |
| 5     | «Шэньчжоу-16»       | Цзин Хайпэн (4) — командир Чжу Янчжу (1) — бортинженер Гуй Хайчао (1) — специалист по полезной нагрузке   | 30.05.2023, 01:31 UTC | 30.05.2023, 08:29 UTC | 30.10.2023, 12:37 UTC | 31.10.2023, 00:11 UTC  | 153 сут 4 ч 8 мин       | 153 сут 22 ч 41 мин |
| 6     | «Шэньчжоу-17»       | Тан Хунбо (2) — командир Тан Шэнцзе (1) — бортинженер Цзян Синьлинь (1) — специалист по полезной нагрузке | 26.10.2023, 03:14 UTC | 26.10.2023, 09:46 UTC | 30.04.2024, 00:43 UTC | 30.04.2024, 09:46 UTC  | 186 сут 14 ч 57 мин     | 187 сут 6 ч 32 мин  |
| 7     | «Шэньчжоу-18»       | Е Гуанфу (2) — командир Ли Цун (1) Ли Гуансу (1)                                                          | 25.04.2024, 12:59 UTC | 25.04.2024, 19:32 UTC | 03.11.2024, 08:12 UTC | 03.11.2024, 17:24 UTC  | 191 сут 12 ч 40 мин     | 192 сут 4 ч 25 мин  |
| 8     | «Шэньчжоу-19»       | Цай Сюйчжэ (2) — командир Сун Линдун (1) Ван Хаоцзэ (1)                                                   | 29.10.2024, 20:27 UTC | 30.10.2024, 03:00 UTC | 29.04.2025, 20:00 UTC | 30.04.20205, 05:08 UTC | 181 сут 17 ч 00 мин     | 182 сут 8 ч 42 мин  |
| 9     | «Шэньчжоу-20»       | Чэнь Дун (3) — командир Чэнь Чжунжуй (1) Ван Цзе (1)                                                      | 24.04.2025, 09:17 UTC | 24.04.2025, 15:49 UTC |                       |                        |                         |                     |

## Выходы в открытый космос из станции
В скобках указан номер выхода в открытый космос в карьере тайконавта. Курсивом выделены женщины-тайконавты.
| № п/п | Дата          | Участники                       | Место выхода                        | Длительность | Задачи выхода |
| ----- | ------------- | ------------------------------- | ----------------------------------- | ------------ | --- |
| 1     | 04.07.2021    | Лю Бомин (2) Тан Хунбо (1)      | из узлового отсека модуля Тяньхэ    | 6 ч 46 мин   | Тайконавты выполнили ряд задач, включая установку удерживающих устройств для ног и внекорабельной рабочей площадки на механическом рычаге, а также подъём внекорабельной панорамной камеры. |
| 2     | 20.08.2021    | Не Хайшэн (1) Лю Бомин (3)      | из узлового отсека модуля Тяньхэ    | 5 ч 55 мин   | Установка насосного оборудования, подъём внешней панорамной видеокамеры, а также подготовка и закрепление на внешней обшивке станции набора инструментов. |
| 3     | 07.11.2021    | Чжай Чжиган (2) Ван Япин (1)    | из узлового отсека модуля Тяньхэ    | 6 ч 25 мин   | Установка оборудования для работы с дистанционными манипуляторами станции. Первый выход в открытый космос китайской женщины-тайконавта. |
| 4     | 26.12.2021    | Чжай Чжиган (3) Е Гуанфу (1)    | из узлового отсека модуля Тяньхэ    | 6 ч 11 мин   | Подъём панорамной камеры, тестирование шлюза, скафандров, космического манипулятора; осмотр грузового модуля. |
| 5     | 01.09.2022    | Чэнь Дун (1) Лю Ян (1)          | из шлюзового отсека модуля Вэньтянь | 6 ч 07 мин   | Установка блока насосов, монтаж панорамной камеры и вспомогательного оборудования на модуле «Вэньтянь». Первый выход через шлюзовую камеру модуля «Вэньтянь». |
| 6     | 17.09.2022    | Чэнь Дун (2) Цай Сюйчжэ (1)     | из шлюзового отсека модуля Вэньтянь | 4 ч 12 мин   | Установка блока насосов, монтаж вспомогательного оборудования на модуле «Вэньтянь». |
| 7     | 17.11.2022    | Чэнь Дун (3) Цай Сюйчжэ (2)     | из шлюзового отсека модуля Вэньтянь | 5 ч 34 мин   | Монтаж соединительного оборудования между модулями станции, установка панорамной камеры на модуле «Вэньтянь». |
| 8     | 09.02.2023    | Фэй Цзюньлун (1) Чжан Лу (1)    | из шлюзового отсека модуля Вэньтянь | 7 ч 6 мин    | Установка дополнительных насосов на модуле «Мэнтянь» и системы автоматической доставки грузов изнутри станции через шлюзовую камеру на её поверхность и обратно с помощью механических манипуляторов. |
| 9     | 28.02.2023    | Фэй Цзюньлун (2) Чжан Лу (2)    | из шлюзового отсека модуля Вэньтянь | ~ 7 ч 50 мин | Продолжительность выхода и результаты не объявлены. |
| 10    | 30.03.2023    | Фэй Цзюньлун (3) Чжан Лу (3)    | из шлюзового отсека модуля Вэньтянь | > 7 ч 30 мин | Продолжительность выхода и результаты не объявлены. |
| 11    | 15.04.2023    | Фэй Цзюньлун (4) Чжан Лу (4)    | из шлюзового отсека модуля Вэньтянь | > 7 ч 30 мин | Установка насосов, монтаж межмодульных кабелей и крепления для платформы полезной нагрузки, продолжительность выхода не объявлена. |
| 12    | 20.07.2023    | Цзин Хайпэн (1) Чжу Янчжу (1)   | из шлюзового отсека модуля Вэньтянь | 7 ч 55 мин   | Монтаж рамы для панорамных камер на модуле "Тяньхэ", монтаж двух панорамных камер на модуле "Мэнтянь". |
| 13    | 21.12.2023    | Тан Хунбо(2) Тан Шэнцзе (1)     | из шлюзового отсека модуля Вэньтянь | ~ 7 ч 30 мин | Пробный ремонт солнечных батарей основного модуля "Тяньхэ"с использованием роботизированного манипулятора из-за повреждений, вызванных микрометеоритами и космическим мусором. |
| 14    | 01-02.03.2024 | Тан Хунбо (3) Цзян Синьлинь (1) | из шлюзового отсека модуля Вэньтянь | ~ 8 ч        | Tехническое обслуживание солнечных батарей модуля Тяньхэ. |
| 15    | 28.05.2024    | Е Гуанфу (2) Ли Гуансу (1)      | из шлюзового отсека модуля Вэньтянь | ~ 8 ч 30 мин | Установка защитной арматуры от космического мусора для внекорабельных трубопроводов, кабелей и ключевого оборудования. |
| 16    | 04.07.2024    | Е Гуанфу (3) Ли Цун (1)         | из шлюзового отсека модуля Вэньтянь | ~ 6 ч 30 мин | Установка устройств защиты от космического мусора на трубопроводах, кабелях и ключевом оборудовании. |
| 17    | 17.12.2024    | Цай Сюйчжэ (3) Сун Линдун (1)   | из шлюзового отсека модуля Вэньтянь | 9 ч 06 мин   | Установка защитных устройств от космического мусора. Согласно неофициальной информации, побит мировой рекорд длительности выхода в открытый космос. |
| 18    | 20.01.2025    | Цай Сюйчжэ (4) Сун Линдун (2)   | из шлюзового отсека модуля Вэньтянь | ~ 8 ч 30 мин | Установка устройств для защиты от космического мусора, осмотр наружного оборудования и оснащения. |
| 19    | 21.03.2025    | Цай Сюйчжэ (5) Сун Линдун (3)   | из шлюзового отсека модуля Вэньтянь | ~ 7 ч        | Установка защитных устройств от космического мусора, вспомогательных средств для выхода в открытый космос. |
| 20    | 22.05.2025    | Чэнь Дун (4) Чэнь Чжунжуй (1)   | из узлового отсека модуля Тяньхэ    | ~ 8 ч        | Тайконавты установили защитное устройство от космического мусора, ранее выведенное через грузовой шлюзовой отсек и перемещенное во временное положение с помощью роботизированного манипулятора, на предназначенном месте. Тайконавтами также был проведен осмотр и техническое обслуживание внешнего оборудования станции. |
| 21    | 26.06.2025    | Чэнь Дун (5) Чэнь Чжунжуй (2)   | из узлового отсека модуля Тяньхэ    | ~ 6 ч 30 мин | Установка защитных устройств от космического мусора, адаптеров для фиксации ног и интерфейсные модули на внешней платформе, техническое обслуживание наружного оборудования и оснащения. |
| 22    | 15.08.2025    | Чэнь Дун (6) Ван Цзе (1)        | из узлового отсека модуля Тяньхэ    | ~ 6 ч 30 мин | Установка устройств защиты от космического мусора и вспомогательного внекорабельного оборудования, инспекция и техническое обслуживание внешних систем станции. |

Седьмая ВКД состоялась в один день с выходом в открытый космос из МКС российских космонавтов Сергея Прокопьева и Дмитрия Петелина; это был первый выход в открытый космос из двух орбитальных станций в один и тот же день. До этого единственный «парный» выход в истории состоялся 16 сентября 1993 года, из станции «Мир» и «Спейс шаттла» миссии STS-51.

## Отчёты о работе на станции
30 декабря 2024 года Канцелярия программы пилотируемой космонавтики Китая опубликовала первый «Отчёт о прогрессе в научных исследованиях и приложениях на Китайской космической станции» (кит. упр. 中国空间站科学研究与应用进展报告), 
подведя итог двухлетней работы на станции со времени завершения её строительства и начала эксплуатации и развития. В документе отмечаются четыре совершённых пилотируемых полёта с 5 экипажами, всего 15 человек, совершившими 10 выходов в открытый космос, мировой рекорд продолжительности выхода в открытый космос, установленный экипажем «Шэньчжоу-19»; 181 осуществлённый на орбите научный и прикладной проект; 300 терабайт полученных научных данных; более 500 опубликованных по результатам исследований научных статей с высоким SCI, 150 патентов на изобретения. Подобный отчёт планируется далее выпускать ежегодно.

## Инциденты
В декабре 2021 года правительство Китая направило ноту протеста в ООН в связи с тем, что 1 июля и 21 октября того года спутники Starlink компании SpaceX осуществляли опасное приближение к станции, подвергая опасности жизни и здоровье тайконавтов и нарушая статью 5 Договора о космосе, подписанного и ратифицированного США. Для избежания столкновения станция вынужденно предпринимала превентивные меры.